# Liste öffentlicher Kneipp-Anlagen im Landkreis Heilbronn
In der Liste öffentlicher Kneipp-Anlagen im Landkreis Heilbronn sind öffentliche Kneipp-Anlagen für Orte, die zum Landkreis Heilbronn in Baden-Württemberg gehören, aufgeführt. Sie ist primär nach Orten sortiert, unabhängig davon, ob es sich um Ortsteile, Gemeinden oder Städte handelt. Kneipp-Anlagen können laut Kneipp-Bund in Form von Wassertretanlagen oder Armbecken vorliegen und unterliegen grundsätzlich nicht der Trinkwasserverordnung. Kneipp-Anlagen werden häufig künstlich angelegt. Daneben gibt es in den natürlichen Verlauf von Fließgewässern eingebettete Wassertretstellen. Kneippen ist eine Behandlungsmethode der Hydrotherapie, die auf der Grundlage von Sebastian Kneipp angewendet wird. Hierbei wird in kaltem Wasser auf der Stelle geschritten. In Armbecken werden die Arme bis zur Mitte der Oberarme ins kalte Wasser getaucht. Die Liste erhebt keinen Anspruch auf Vollständigkeit.

## Kneipp-Anlagen im Landkreis Heilbronn
Derzeit sind im Landkreis Heilbronn zehn öffentliche sowie zwei private Kneipp-Anlagen erfasst (Stand: 8. Juni 2021):
| Bild             | Ort                      | Beschreibung | ↴ Zufluss / ↳ Abfluss                   | Standort                               |
| ---------------- | ------------------------ | --- | --------------------------------------- | -------------------------------------- |
| (weiteres Bild)  | Bad Friedrichshall       | auf dem Gelände des „Freizeitpark Gaudium“ befindet sich eine kleine Kneipp-Anlage | ↴ Trinkwassernetz / ↳ Abwassernetz      | ⊙ beim Friedrich-von-Alberti-Gymnasium |
| (weitere Bilder) | Bad Rappenau-Zimmerhof   | Kneipp-Anlage am Mühltalsee bei Zimmerhof, am oberen Ende des Fünfmühlentals |                                         | ⊙ Mühltalsee                           |
| (weitere Bilder) | Bad Rappenau Schlosspark | Kneipp-Anlage beim Wasserschloss im Schlosspark |                                         | ⊙ Hinter dem Schloss                   |
| (weitere Bilder) | Bad Rappenau Waldsee     | sehr kleine Kneipp-Anlage, idyllisch gelegen am Waldsee | ↴ Trinkwassernetz / ↳ Waldsee           | ⊙ Waldsee                              |
| (weitere Bilder) | Bad Wimpfen              | großzügige Kneipp-Anlage im Kurpark | ↴ Trinkwassernetz / ↳ Abwassernetz      | ⊙ Erich-Sailer-Straße                  |
| (weitere Bilder) | Beilstein-Schmidhausen   | Dies ist keine Kneippanlage, es besteht lediglich die Möglichkeit vom Barfußpfad in den Mühlbach abzusteigen und einige Schritte zu waten – aber ohne sich dabei irgendwo festhalten zu können.                    | ↴↳ Mühlbach                             | ⊙                                      |
| (weitere Bilder) | Ilsfeld                  | Kneipp-Anlage beim Wasserspielplatz Ilsfeld | ↴↳ Schozach                             | ⊙ beim Wasserspielplatz                |
| (weitere Bilder) | Korb                     | Sehr kleine Wassertretanlage, gespeist von einem Brunnen (woher dieser das Wasser bezieht ist noch nicht ermittelt), der eventuell als Armtauchanlage verwendet werden kann                                        | ↴ ungeklärt / ↳ Abwassernetz            | ⊙ im Ortszentrum                       |
| (weitere Bilder) | Lauffen Private Anlage   | Kneipp-Anlage Lauffen am Neckar, 1969–1970 erbaut, Einweihung am 13. Juni 1970. Am 6. Mai 2001 Einweihung des neu gestalteten Tretbeckens. Private Anlage des Kneippverein Lauffen – nur für Mitglieder zugänglich |                                         | ⊙ Kneippstraße 11                      |
| (weitere Bilder) | Wüstenrot                | Kneipp-Anlage Friedrichsquelle Wüstenrot, im Wald unterhalb der Mammutbäume; mit Wassertret- und Armtauchbecken | ↴ Friedrichsquelle                      | ⊙ Alte Straße                          |
| (weitere Bilder) | Zaberfeld                | Kneipp-Anlage Zaberfeld, als Teil der Wasserwelt Zaberfeld; mit Wassertret- und Armtauchbecken | ↴Bettelquelle im Hetzenwäldle / ↳ Zaber | ⊙ Leonbronner Straße                   |